# عطاکوه
عطاکوه (به زبان گیلکی: أته کۊ) یک منطقه کوهستانی و جنگلی از توابع شهرستان لنگرود استان گیلان است. قله عطاکوه حدود ۷۰۰ متر از سطح دریا ارتفاع دارد و مشرف به لنگرود است. در قله عطاکوه دکل‌های رادیویی، تلویزیونی و مخابراتی نیز وجود دارد. این کوه یکی از دیدنی‌های لنگرود است که برای رسیدن به آن باید از باغ و جنگل دیوشل و لیلاکوه عبور کرد.

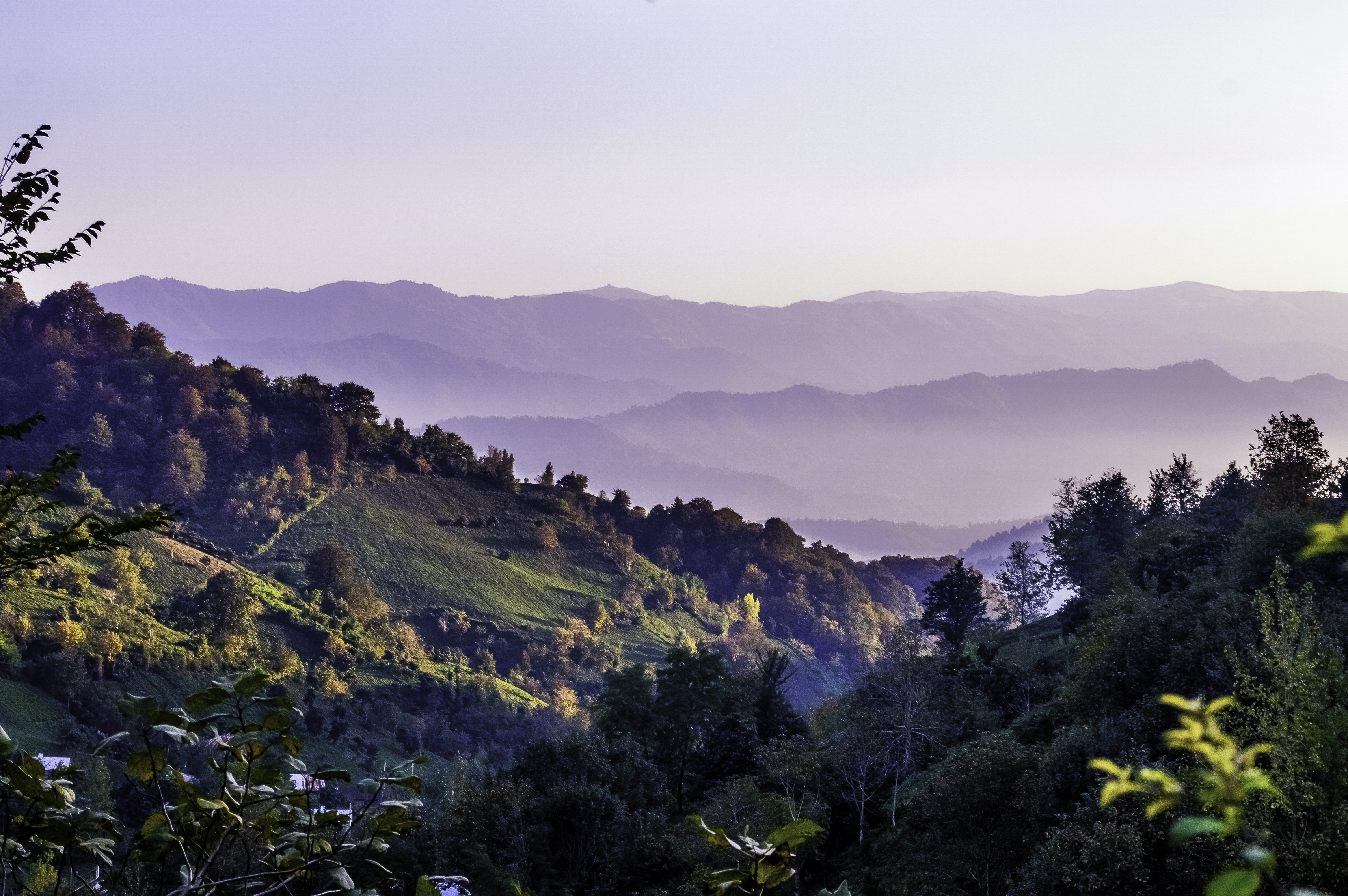
عطاکوه

## جاذبه‌های گردشگری
عطاکوه یکی از جاذبه‌های گردشگری و خاستگاه گونه‌های مختلف طبیعی و جانوری است که در دل جنگل‌ها و باغ‌های چای لاهیجان قرار دارد.

## جنگل عطاکوه
شهرستان لاهیجان دارای جنگل‌های فراوانی است که هر کدام زیبایی و جذابیت خاصی دارند. جنگل عطاکوه لاهیجان به عنوان یکی از خاص‌ترین جنگل‌های این شهر شناخته می‌شود. در کل باید بدانید که در این شهر جنگل‌های سرسبز زیادی وجود دارد که برای بازدید از آنها حتماً باید چند روزی در لاهیجان بمانید. جنگل عطاکوه در بین انواع جنگل‌ها شهرت بیشتری دارد و طبیعتی خاص و دیدنی دارد. برای بازدید از جنگل عطاکوه باید از مسیری عبور کنید که باغ‌ها و درختان سرسبز زیادی دارد. این مسیر جذابیت رسیدن به جنگل را چند برابر می‌کند.

## ویژگی‌های عطاکوه
یکی از مهم‌ترین ویژگی‌های عطاکوه ارتفاع آن از دریا حدود ۷۰۰ متر است. منظره این جنگل را با لاهیجان و لنگرود به وضوح می‌بینید. در قسمت بالاتر جنگل دکل‌های مخابراتی گذاشته‌اند. به همین دلیل مردمی که در این منطقه زندگی می‌کنند قله این جنگل را به نام نوان قلعه دکل می‌شناسند. این قله یکی از دیدنی‌های زیبای جنگل به‌شمار می‌رود. با عبور از باغ‌ها و جنگل‌ها این قله را خواهید دید. مراقب باشید برای یک سفر امن و مطمئن به عمق جنگل نروید. رفتن به عمق جنگل تا حدودی خطرناک است.

## روستای سرچشمه
سرچشمه یکی از روستاهای حاشیه لاهیجان در دل کوه عطاکوه و در ۱۰ کیلومتری این شهر قرار دارد. شغل اصلی مردم سرچشمه چای کاری است. به دلیل کوهستانی بودن منطقه عطاکوه از آب و هوای خوبی برخوردار است. آب شرب این روستا از دل طبیعت سرچشمه می‌گیرد. امکاناتی مانند برق، تلفن و گاز در این روستا فراهم شده است. طبیعت زیبای روستا باعث شده سالانه مسافران زیادی از این منطقه دیدن کنند. یکی از مناطق گردشگری این منطقه جنگل عطاکوه است که ابتدای آن در ۵۰۰ متری روستا قرار دارد. این جنگل دارای جاده ای پر پیچ و خم و خاکی کوهستانی است که یکی از جاذبه‌های آن محسوب می‌شود.

## مسیر عطاکوه
مسیر اصلی آقا سید خلیل به سرچشمه یک جاده خاکی ماشین رو می‌باشد. جاده سرچشمه به عطاکوه (دکل). اما یک مسیر مالرو هم در کنار آقا سید خلیل هست که از میان باغهای چای عبور کرده و به سرچشمه می‌رسد.